# Ciria
Ciria és un municipi espanyol ubicat a la província de Sòria, dins la comunitat autònoma de Castella i Lleó. Limita al nord amb Noviercas, al sud Reznos i a est i oest amb Torrelapaja i Malanquilla, a la província de Saragossa.